# New Westminster
New Westminster è una cittadina di importanza storica appartenente al distretto regionale di Metro Vancouver, in Columbia Britannica (Canada). Fu capitale della Colonia della Columbia Britannica fra il 1858 e il 1866. Si trova sulla Penisola di Burrard, sulla sponda settentrionale del fiume Fraser, 19 km a sudest di Vancouver. Una piccola parte di New Westminster, chiamata Queensborough, si trova su Lulu Island. Complessivamente, la cittadina ha una superficie di 15,3 km², e conta 54.656 abitanti (censimento del 2001).

## Storia
New Westminster candidata a diventare prima capitale della Colonia della Columbia Britannica da Richard Moody, all'epoca uno dei funzionari di massimo grado della colonia, che la scelse a causa della collocazione particolarmente favorevole: la cittadina era infatti lontana dal confine degli Stati Uniti e quindi ben difendibile, e la posizione sul fiume favoriva i trasporti via acqua.
Il governatore James Douglas accolse la proposta di Moody e la dichiarò capitale il 14 febbraio 1859. La cittadina, che fino ad allora si chiamava "Queensborough", venne ribattezzata dalla regina Vittoria col nome odierno, in onore della Westminster britannica. Il governatore in seguito si disinteressò della cittadina, che venne ampliata soprattutto per iniziativa di Moody.
Nel 1866, quando la Colonia della Columbia Britannica e la Colonia di Vancouver Island furono unificate col nome di "Columbia Britannica", la scelta della capitale per la nuova colonia unita cadde su Victoria. Pochi anni dopo, nel 1871, la colonia entrò a far parte del dominion del Canada, New Westminster vide la propria importanza cedere ancora di più con l'ascesa di Vancouver, che venne scelta come principale terminale ferroviario della zona. Parte del territorio della cittadina venne ceduto dal governo alla riserva indiana destinata al popolo Qayqayt.
Nel 1898, un violento incendio distrusse gran parte della città. Questo evento, insieme all'assimilazione della città nell'area di Metro Vancouver, con le conseguenze sul piano urbanistico ed edilizio, ha completamente cambiato il volto della città, che ha perso gran parte dei suoi edifici e quartieri storici.